# Synidotea epimerata
Synidotea epimerata is een pissebed uit de familie Idoteidae. De wetenschappelijke naam van de soort is voor het eerst geldig gepubliceerd in 1909 door Harriet Richardson.